# 買物ブギー
「買物ブギー」（かいものブギー）は、1950年（昭和25年）発売の笠置シヅ子の歌。作詞・作曲は服部良一（作詞は村雨まさを名義）。吹き込みは1950年（昭和25年）2月11日、発売は1950年（昭和25年）6月15日発売。レコード番号A822B。

## 概説
1949年（昭和24年）の日劇ショー（サンデー毎日主催）のために作られた。当時、ちょうど入院していた服部を笠置が見舞い、新曲を頼まれた服部が頭に浮かんだのが上方落語の「無い物買い」であり、これをもとに詩を付け、5分以上の大作となった。評判となりレコーディングされたが、当時のSPレコードでは収録出来ないので短縮バージョンで行われた。立て続けに歌う複雑な歌詞に、さすがの笠置も「ややこし、ややこし」とボヤいたのを、服部が面白がって急遽、曲に取り入れたという。笠置は下駄履きに買い物かごの扮装で歌い踊り、あまりの激しさにいつも下駄が真二つに割れてしまった。
レコード売上は45万枚に達した。この曲は「ブギ」ブームの最後の頂点であり、以後、「ブギ」ものは下火となった。
発売直後、笠置は服部とともに渡米しハワイのステージで「買い物ブギ」を歌い、大評判となった。服部は「オッサン」、笠置は「わてほんまによういわんわ」と島民から絶えず声かけられ、果ては笠置は「オッサンガール」と呼ばれるようになった。
笠置は本楽曲を1952年の「第2回NHK紅白歌合戦」で歌唱した。
松竹映画『ペ子ちゃんとデン助』劇中に、今でいうプロモーションビデオのような映像（映像上でのタイトルは「買物ヴギ」）が存在し、その中には若き日の黒柳徹子も出演している。東宝映画「トットチャンネル」ではこのエピソードを元にしNHKの歌番組に設定を変えている。
映画『ちびまる子ちゃん わたしの好きな歌』では、湯浅政明演出によるアニメーションで使われている。
子供向けの音楽教養番組の『クインテット』では、クインテット雑唱団のコーナーにて宮川彬良がアレンジしたものが使用された。

## 斬新な歌
歌詞が全て大阪弁であり、軽快なテンポで40品目の品物を歌い並べ「オッサン、オッサン」と連呼するなど斬新な内容で、いわゆる「立て板に水」の能弁を主題とするやり方は、洋の東西を問わず、特に日本では歌舞伎、落語、講談などの古典芸能から屋台の口上にまで多く見られる。服部はそれをブギにアレンジ、笠置が表現した。

## 歌詞の改変
オリジナルの歌詞には「つんぼで聞こえまへん」という下りがあるが、1980年代以降に発売された復刻盤では「つんぼ」の部分がカットされている。近年の歌詞閲覧サービスなどに掲載されている歌詞でも「つんぼ」の部分が伏せ字となっていたり、あるいは「つんぼ」の語が削除されて単に「聞こえまへん」となっていたりする。また映画『ペ子ちゃんとデン助』の劇中で歌われたロングバージョン（レコードには収録されていない部分）には「これまためくらで読めません」という歌詞も存在した。こちらも歌詞閲覧サービスでは一部伏せ字となっている。
また、歌詞に「仁丹」という特定の商品名があるので、NHKでは歌われないことが多いが、2010年（平成22年）7月26日放送のNHKラジオ深夜便「にっぽんの歌こころの歌」での「懐かしの歌謡スター 笠置シヅ子集」では、「仁丹」の歌詞の部分もそのまま放送された。

## 歌唱したアーティスト達
- あらんどろん - 1981年7月25日発売のシングル「ばんぐみブギ」にて歌詞を変えてカヴァー（補作詞：はかま満緒）。
- ケラ - 1988年発売のケラ＆ジ・インディーズ（オリジナルLPでは「Mr.ナゴム＆ジ・インディーズ」）名義のアルバム『シャイコナ・ボックス』にてカヴァー。ケラ以外のメンバーは三柴理、友森昭一、中村哲夫、美濃介。第14期筋肉少女帯に、内田の替わりに第13期ギタリストの中村が参加した形。
- 酒井俊 - 1996年12月7日発売のアルバム『KAIMONO Boogie』にてカヴァー
- KinKi Kids - 1997年夏ツアー、1997年末～1998年始にかけての東京宝塚劇場 他のコンサートにて披露、コンサートで披露。VHS/DVD『us』収録[10]。2019-2020年のコンサートでも披露している。「買い物ブギ」表記
- Umekichi（うめ吉） - 2004年6月23日発売のシングル「買物ブギー」にてカヴァー。
- 関ジャニ∞[11] - 2007年10月17日発売のアルバム『服部良一 〜生誕100周年記念トリビュート・アルバム〜』にてカヴァー。「買い物ブギ」表記。
- UA - 2010年6月23日発売のアルバム『KABA』にてカヴァー。
- 久和田佳代 - 2014年4月25日発売のシングル「買物ブギ」にてカヴァー
- 小林幸子 - 『タモリの音楽は世界だ』にてカヴァー。
- 桑田佳祐 - 『桑田佳祐の音楽寅さん』にて歌唱。
- 佐良直美・ダークダックス - 『ビッグショー』にて歌唱[12]。
- 中村美律子 - 『BS日本のうた』にて歌唱[13]。
- 松浦亜弥 - 『夢・音楽館』にて歌唱[14]。
- なにわ男子 - 『第18回わが心の大阪メロディー』（2018年12月11日放送）にて歌唱。
- 田村芽実 - 2019年8月21日発売のシングル『舞台』初回限定盤B特典CDにてカヴァー。「買い物ブギ」表記。
- 西田あい - 2019年12月4日発売のアルバム『アイランド・ソングス　～私の好きな愛の唄～』にてカヴァー。
- マーティ・フリードマン と ローリー寺西 - 2021年2月19日、YouTubeチャンネルROCK FUJIYAMAチャンネルにて演奏。Ado の 『うっせぇわ』のカバーであったが、本曲とチェッカーズの『ギザギザハートの子守唄』をマッシュアップしてアレンジした[15]。
- バックドロップシンデレラ - 2022年3月23日発売のアルバム『よりいろんな曲でウンザウンザを踊ってみた』にてカヴァー。
- NMB48 - 『わが心の大阪メロディー』にて歌唱。
- 澤井梨丘・又野暁仁 - 2023年度の『わが心の大阪メロディー』にて、連続テレビ小説『ブギウギ』とのコラボコーナーとして歌唱
- 趣里 - 上記『ブギウギ』での劇中歌として歌唱。
- 梅谷心愛 - 2024年発売のカバーアルバム『心愛のうた～昭和歌謡名曲セレクション～』にてカヴァー。

## アンサーソング
- ダウン・タウン・ブギウギ・バンド - 賣物ブギ（1975年8月5日）
  - 嘉門達夫 - ときめきのワイドショー（1995年1月1日）※賣物ブギの替え歌